# Associação Aeroespacial Brasileira
A Associação Aeroespacial Brasileira (AAB) é uma entidade sem fins econômicos, com sede em São José dos Campos, voltada a promoção e ao desenvolvimento da Engenharia, Ciência e Tecnologia Aeroespaciais.

## História
Criada em 31 de maio de 2004, em São José dos Campos, por iniciativa de profissionais ligados à área de pesquisa e desenvolvimento aeroespacial no Brasil.

## Categoria de Membros
- Membro Fundador: pessoa física que ingressou até 30 de junho de 2004;
- Membro Efetivo: pessoa física;
- Membro Estudante: aluno regularmente matriculado em ensino do primeiro, segundo ou terceiro grau;
- Membro Institucional: pessoa jurídica; e
- Membro Honorário: profissionais de reconhecido mérito.

## Atividades
Entre as atividades da AAB, destacam-se:
- Organização de eventos científicos para promover o debate e a troca de idéias sobre a temática do programa espacial brasileiro e o desenvolvimento da área.
- Promoção de eventos educacionais, como por exemplo, o Ciclos ABCAer/AAB de Palestras do Setor Aeroespacial, em parceria com a Associação Brasileira de Cultura Aeroespacial.
- Edição do periódico internacional Journal of Aerospace Engineering, Sciences and Applications (JAESA).
- Em 2010, a AAB publica o documento 'Visão da AAB para o Programa Espacial Brasileiro'[1]